# Décan en Égypte antique
 (août 2019).
Si vous disposez d'ouvrages ou d'articles de référence ou si vous connaissez des sites web de qualité traitant du thème abordé ici, merci de compléter l'article en donnant les références utiles à sa vérifiabilité et en les liant à la section « Notes et références ».

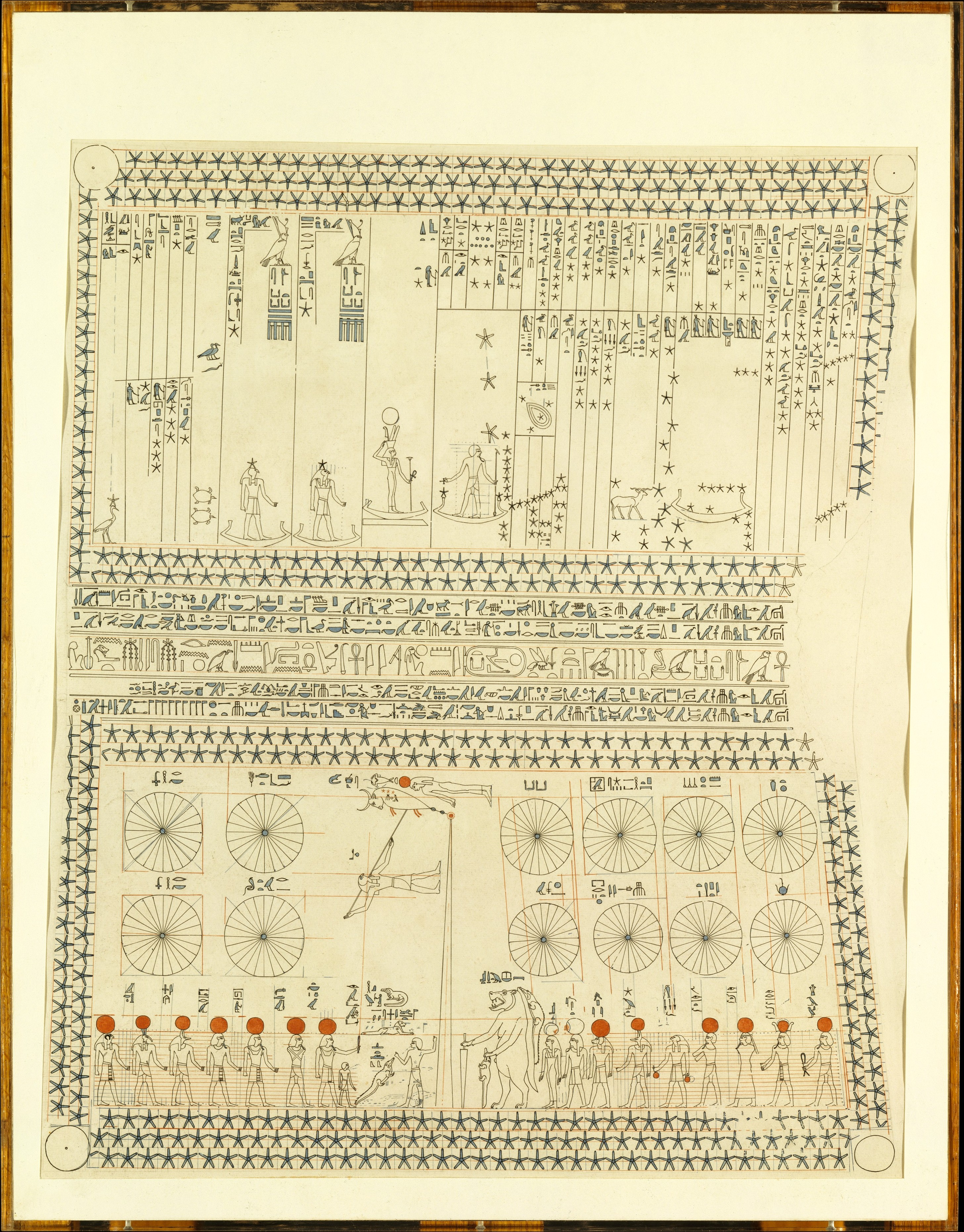
Plafond astronomique dans la tombe de Senenmut.

En Égypte antique, les décans étaient ces étoiles que les prêtres-astronomes désignèrent afin d'observer leurs levers héliaques successifs à chaque décade, c'est-à-dire tous les 10 jours. Le lever héliaque d'une étoile décanale, pris comme signal de la dernière heure de la nuit, faisait suite à une période d'invisibilité totale de 70 jours, durée hautement symbolique puisque la mythologie égyptienne l'associait à celle mise par le défunt pour renaître dans l'au-delà. C'était d'ailleurs durant 70 jours que s'effectuait la momification[réf. nécessaire].
Les listes des décans furent publiées depuis la XIXe dynastie.
Cette convention fut adoptée suivant le calendrier égyptien qui comptait 36 décades (douze mois, chaque mois découpé en trois décades) plus cinq jours épagomènes, soit 365 jours. Ayant choisi d'adapter les heures de nuit à leur calendrier, les Égyptiens choisirent donc dix étoiles par décade. Un système de 36 décans correspondait ainsi à 36 décades, soit 360 jours. Le lever héliaque n'étant visible que de nuit, le nombre d'heures défini par les décans était égal au nombre de décans dont le lever était observable en une nuit. Ce nombre étant variable d'une saison à l'autre (excepté sous l'équateur) en Égypte, on ne pouvait observer en été (saison où les nuits sont les plus courtes) que le lever de douze décans en une nuit. La conséquence fut un découpage de la nuit en douze heures de durées variables, aussi doit-on aux Égyptiens la division de la journée en 24 heures. Les 36 décades correspondaient ainsi aux douze heures du jour et de la nuit.
La période d'invisibilité de 70 jours permet de situer les décans sous le cercle de l'écliptique, dans une région du ciel que Richard Anthony Parker nomme l'anneau décanal[réf. nécessaire].
Il existait donc 36 décans dits « réguliers » pour les 360 jours de l'année et douze décans spécifiques aux cinq jours épagomènes[pas clair]. Toutefois, certains décans désignaient aussi bien une étoile qu'un groupe d'étoiles. Le décan de l'Égypte antique désigne donc une région du ciel et ne doit pas être confondu avec la durée qu'est la décade[réf. nécessaire].
Le calendrier attique contient aussi des périodes de dix jours[réf. nécessaire]. De nos jours, la notion de décan de dix degrés de longitude écliptique est restée en astrologie[réf. nécessaire].